# Circondario di Greiz
Il circondario di Greiz (targa GRZ) è un circondario (Landkreis) della Turingia, in Germania.

Capoluogo e centro maggiore è Greiz.

## Suddivisione amministrativa

### Città e comuni
Sono riportati tra parentesi gli abitanti al 31 dicembre 2021, il capoluogo della comunità amministrativa è contrassegnato da un asterisco.
Comuni indipendenti
1. Auma-Weidatal, città, Landgemeinde (3 396)
2. Berga/Elster, città (3 198)
3. Greiz, città (20 021)
4. Harth-Pöllnitz (2 817)
5. Kraftsdorf (3 711)
6. Mohlsdorf-Teichwolframsdorf, Landgemeinde (4 682)
7. Ronneburg, città (4 949)

Comuni con funzione di comunità amministrativa (Erfüllende Gemeinde)

- Bad Köstritz, città (3 723), amministra il comune di:
  - Caaschwitz (639)
- Langenwetzendorf (4 086),  amministra il comune di:
  - Hohenleuben, città (1 431)
- Weida, città (8 173), amministra il comune di:
  - Crimla (271)
- Zeulenroda-Triebes, città (15 986), amministra i comuni:
  - Langenwolschendorf (842)
  - Weißendorf (333)

### Comunità amministrative (Verwaltungsgemeinschaft)
- Verwaltungsgemeinschaft Am Brahmetal, con i comuni:

1. Bethenhausen (227)
2. Brahmenau (902)
3. Großenstein * (1 208)
4. Hirschfeld (105)
5. Korbußen (443)
6. Pölzig (1 132)
7. Reichstädt (337)
8. Schwaara (135)

- Verwaltungsgemeinschaft Münchenbernsdorf, con i comuni:

1. Bocka (471)
2. Hundhaupten (322)
3. Lederhose (264)
4. Lindenkreuz (431)
5. Münchenbernsdorf, città * (2 962)
6. Saara (583)
7. Schwarzbach (212)
8. Zedlitz (729)

- Verwaltungsgemeinschaft Wünschendorf/Elster, con i comuni:

1. Braunichswalde (613)
2. Endschütz (325)
3. Gauern (118)
4. Hilbersdorf (199)
5. Kauern (428)
6. Linda bei Weida (425)
7. Paitzdorf (408)
8. Rückersdorf (696)
9. Seelingstädt (1 286)
10. Teichwitz (95)
11. Wünschendorf/Elster * (2 788)